# سارا نيجري
سارا نيجري (بالفنلندية: Sara Negri)‏ هي فيلسوفة فنلندية، ولدت في 1967.